# Campeonato Sergipano de Futebol de 1975
O Campeonato Sergipano de Futebol de 1975 foi a 52º edição da divisão principal do campeonato estadual de Sergipe. O campeão foi o Sergipe que conquistou seu 19º título na história da competição. O artilheiro do campeonato foi Marcílio, jogador do Sergipe, com 17 gols marcados.

## Premiação
| Campeonato Sergipano de 1975 |
| Aracaju                      |
| ---------------------------- |
| Sergipe Campeão (19º título) |